# Dylan Borge
Dylan Borge est un footballeur international gibraltarien né le 15 octobre 2003 à Gibraltar. Il évolue au poste d'attaquant avec le club de l'Europa FC.

## Biographie

### En sélection
Borge joue son premier match international à seulement dix-sept ans avec Gibraltar, contre le Monténégro, lors d'une défaite quatre buts à un lors des éliminatoires de la coupe du monde 2022, le 27 mars 2021.